# Бальцгайм
Бальцгайм (нім. Balzheim) — громада в Німеччині, знаходиться в землі Баден-Вюртемберг. Підпорядковується адміністративному округу Тюбінген. Входить до складу району Альб-Дунай.
Площа — 17,58 км2. Населення становить 2090 ос. (станом на 31 грудня 2020).